# Кишемский канал

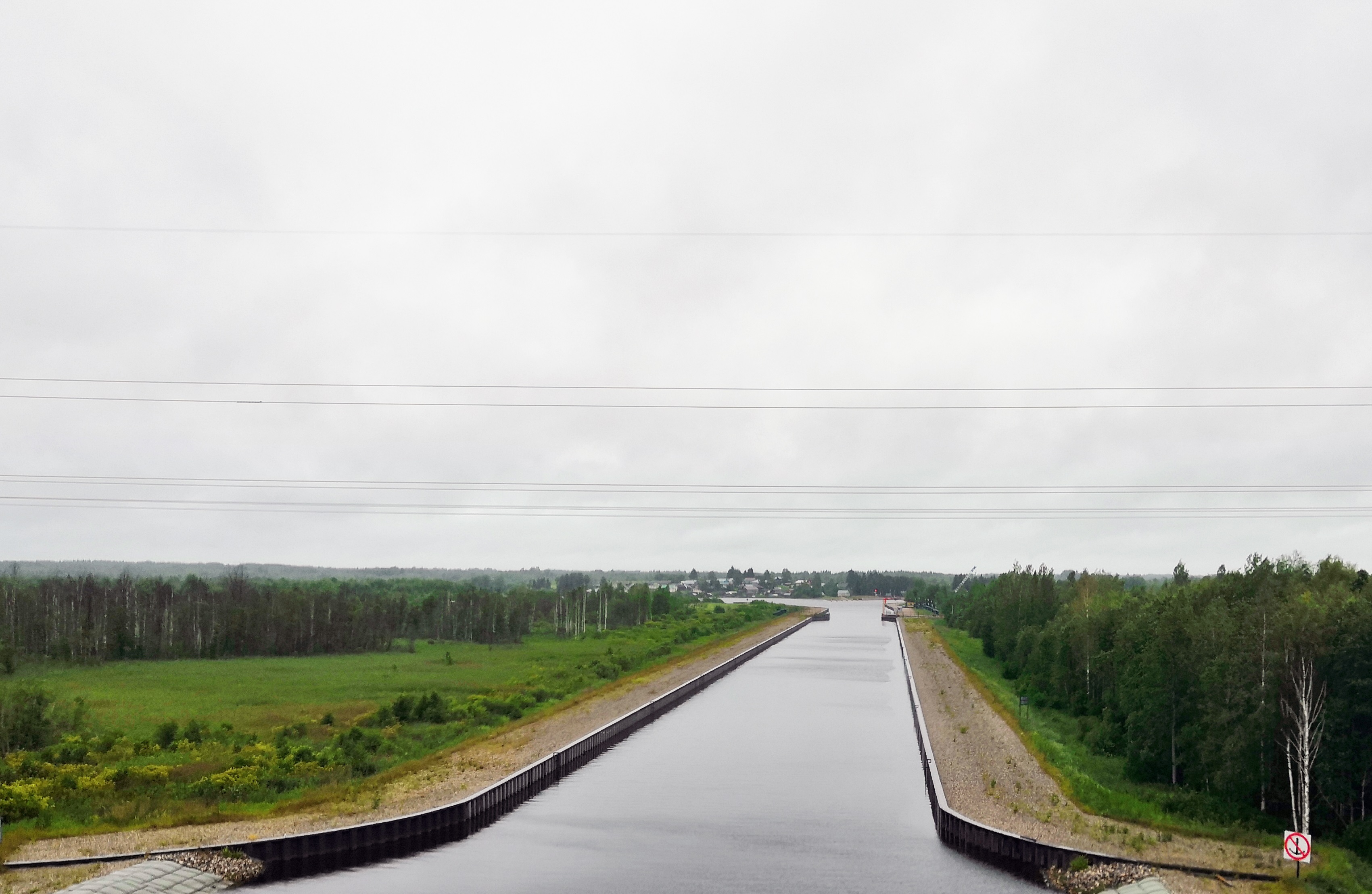
Вид на канал в юго-западном направлении с автодороги А119

Кишемский канал — канал в Кирилловском районе Вологодской области России, является частью Северо-Двинской водной системы, соединяющей Кишемское озеро с рекой Итклой, памятник гидротехнического искусства XIX века. Кишемский канал проходит по территории национального парка «Русский Север».
Сооружение канала началось в 1825 году, а уже в 1828 году открылось первое судоходство.
На Кишемском канале в 1916 году сооружен шлюз № 4, который не затронула реконструкция 1957 года, и сооружение сохранилось в первозданном виде.